# August Sültemeyer
August Sültemeyer (* 8. Februar 1859 in Hahlen; † 18. Oktober 1930 ebenda) war ein deutscher Landwirt und Politiker (DNVP).
Sültemeyer war Landwirt und bewirtschaftete seinen eigenen Hof in Hahlen. Er wurde mit dem Titel eines Ökonomierates ausgezeichnet. Er war Ehrenamtsmann und Mitglied des Kreistags und des Kreisausschusses des Kreises Minden. 1908 bis November 1918 war er als konservativer Abgeordneter Mitglied im preußischen Abgeordnetenhaus. Nach der Novemberrevolution wurde er Mitglied der DNVP. Von 1921 bis 1930 gehörte er dem Provinziallandtag der Provinz Westfalen an. Dieser wählte ihn im Februar 1926 als stellvertretendes Mitglied des Preußischen Staatsrates. Er blieb bis 1930 in dieser Funktion. 